# Рак Олег Віталійович
Олег Віталійович Рак (нар. 21 квітня 1975) — український футболіст, що грав на позиції нападника та півзахисника. Відомий насамперед за виступами у складі клубів другої та першої ліги «Борисфен» та вищої української ліги «Прикарпаття» з Івано-Франківська.

## Клубна кар'єра
Олег Рак розпочав виступи у професійних клубах у 1995 році у складі команди другої ліги «Оболонь» з Києва. На початку 1998 року Рак перейшов до складу іншої команди другої ліги «Борисфен» з Борисполя, в якому відразу ж став одним із кращих бомбардирів, а в сезоні 1998—1999 років став кращим бомбардиром бориспільського клубу, відзначившись 14 забитими м'ячами. На початку 2000 року футболіст отримав запрошення від команди вищої української ліги «Прикарпаття» з Івано-Франківська. Але в клубі вищої ліги Рак не зумів стати гравцем основи, та зіграв у його складі лише 6 матчів, не відзначившись забитими м'ячами. На початку 2001 року Олег Рак повернувся до «Борисфена», який на той час вийшов до першої ліги, проте цього разу він не зумів повернути собі місце в основі клубу, й в кінці 2001 року завершив виступи у професійних клубах.